# Ernst Meurer (Maler)
Ernst Arthur Meurer (* 5. Februar 1884 in Lahr; † 29. März 1956 in Bonn) war ein deutscher Wohnraumdesigner sowie Aquarell- und Ölmaler, als der er vor allem im Bonner Raum wirkte.

## Leben
Der Vater von Ernst Meurer, Carl Meurer, war als Architekt tätig. Er entwarf Funktions- und Wohngebäude in Lahr und Freiburg im Breisgau. Sein Sohn, Karl Meurer und zwei seiner Enkel,  Klaus und Volkmar Meurer, wurden ebenfalls Architekten. Ernst Meurer wuchs in Freiburg auf und besuchte dort die Volks- und Realschule, an deren Anschluss eine Ausbildung an der örtlichen Kunstgewerbeschule folgte. An der Kunstakademie Karlsruhe studierte er dann Malerei bei Heinrich Kley und Hermann Göhler (1874–1959). Es folgte ein Volontariat bei den Dresdener Werkstätten für deutschen Hausrat, für die damals Gertrud Kleinhempel wirkte, und in denen er in die künstlerisch-praktische Wohnraumgestaltung eingeführt wurde.

### Erwerbstätigkeit
Aus dem Volontariat entwickelte sich die Erwerbstätigkeit Meurers als Kunstgewerbler, der er überwiegend freiberuflich nachging: Er entwickelte Dekorationen und Formen für die Wohnraumgestaltung, wobei er sich zunächst auf das Design von Wandteppichen, Kulissen-Malerei und Tapeten spezialisierte. Meurer übernahm Projekte bei Herstellern in Hannover, Dresden, Hamburg und Gummersbach. In Bonn-Beuel war er seit 1911 für die Rheinische Tapetenfabrik tätig. Im Siegburger Siegwerk Chemisches Laboratorium lernte er die Fotogravur-Technik kennen und war als Verantwortlicher für Ornamentgestaltung an der Produktion von Druckfarben für die Tapetenherstellung beteiligt. Im Jahr 1919 ließ Meurer sich in Bonn nieder. Er arbeitete unter anderem bei der heutigen Deutsche Steinzeug Cremer & Breuer in Witterschlick, die ihn als Wohnwelt-Spezialisten für die Entwicklung von keramischen Bad- und Kücheneinrichtungen (Fliesen und Badkeramik) einsetzte. Außerdem arbeitete er zeitweise als Kunstlehrer an der Bonner Berufsschule sowie – während des Zweiten Weltkriegs – im Berufserziehungswerk der Deutschen Arbeitsfront.

### Malerei
Neben der Erwerbstätigkeit widmete Meurer sich sein Leben lang der Malerei. Als Kunstmaler war er auch beruflich organisiert. Bis zur Auflösung im Jahr 1933 war er Mitglied im „Bonner Künstlerbund“, danach in der Reichskammer der bildenden Künste und nach dem Krieg in der „Bonner Künstlergruppe“. Hier wirkte er zusammen mit anderen Bonner Künstlern, wie Carl Nonn, Alfred Bucherer, Jakobus Linden oder Ingeborg von Rath. Der Schwerpunkt des künstlerischen Schaffens von Meurer lag auf der Landschaftsmalerei. Regelmäßig war er mit seinem Aquarellfarbkasten in Bonn oder der Bonner Umgebung unterwegs, um Stadt-, Land- oder Flussszenen festzuhalten. Die Aquarellskizzen wurden dann später in Öl auf Leinwand übertragen. Ab den 1950er Jahren fertigte er vorwiegend Aquarelle an, da Ölbilder nicht mehr nachgefragt wurden.
Meurer war dreimal verheiratet. Mit seiner zweiten Frau Emmy hatte er zwei Kinder, die Familie lebte in der Argelanderstraße 76 in der Bonner Südstadt; hier befand sich auch sein Atelier. Von 1950 bis 1980 führte Emmy Meurer die Bonner Künstlerkneipe Zur Kerze. Meurers dritte Frau war Hildegard Meurer-Wüllenweber. Der Künstler starb 1956 und wurde auf dem Südfriedhof beigesetzt. Im Bonner Ortsteil Buschdorf wurde 1985 der Ernst-Meurer-Weg nach dem Maler benannt.

## Ausstellungen
Der Künstler wurde ab den 1920er Jahren häufig in dem im Krieg zerstörten Bonner Museum Villa Obernier ausgestellt. Seine Werke wurden auch im Dürener Leopold-Hoesch-Museum gezeigt. In der Sammlung des Stadtmuseums Bonn befinden sich vier seiner Bilder.